# Janis Paige
Pour les articles homonymes, voir Paige.
Janis Paige, née Donna Mae Tjaden le 16 septembre 1922 à Tacoma (État de Washington) et morte le 2 juin 2024 à Los Angeles (Californie), est une actrice américaine.

## Biographie
Janis Paige chante sur scène dès l'âge de cinq ans. Quelques années plus tard, un recruteur de la Warner la remarque et elle y signe un contrat.

## Filmographie

### Au cinéma
- 1944 : Le Bal des sirènes (Bathing Beauty) de George Sidney : Janis
- 1944 : I Won't Play : Kim Karol / Sally
- 1944 : Hollywood Canteen de Delmer Daves : Angela
- 1946 : Her Kind of Man : Georgia King
- 1946 : L'Emprise (Of Human Bondage) de Edmund Goulding : Sally Athelny
- 1946 : Two Guys from Milwaukee de David Butler : Polly
- 1946 : La Fille et le Garçon (The Time, the Place and the Girl) de David Butler : Sue Jackson
- 1947 : Love and Learn : Jackie
- 1947 : Wyoming Kid (Cheyenne) de Raoul Walsh : Emily Carson
- 1948 : Rencontre d'hiver (Winter meeting) de Bretaigne Windust : Peggy Markham
- 1948 : Wallflower (en) : Joy Linnett
- 1948 : Romance à Rio (Romance on the High Seas) de Michael Curtiz : Mrs. Elvira Kent
- 1948 : One Sunday Afternoon de Raoul Walsh : Virginia Brush
- 1949 : La Strada buia : Barbara Clementi
- 1949 : The Younger Brothers : Kate Shepherd
- 1949 : The House Across the Street (en) de Richard L. Bare : Kit Williams
- 1950 : This Side of the Law (en) de Richard L. Bare : Nadine Taylor
- 1951 : Two Gals and a Guy : Della Oliver / Sylvia Latour
- 1951 : Mr. Universe : Lorraine
- 1957 : La Belle de Moscou (Silk Stockings) de Rouben Mamoulian : Peggy Dayton
- 1960 : Ne mangez pas les marguerites (Please Don't Eat the Daisies) de Charles Walters : Deborah Vaughn
- 1961 : L'Américaine et l'Amour (Bachelor in Paradise) de Jack Arnold : Dolores Jynson
- 1963 : En suivant mon cœur ! (Follow the Boys) de Richard Thorpe : Liz Bradville
- 1963 : La Cage aux femmes (The Caretakers) de Hall Bartlett : Marion
- 1967 : Frontière en flammes (Welcome to Hard Times) de Burt Kennedy : Adah, une des Zar's Girls
- 1994 : Natural Causes : Mrs. MacCarthy

### À la télévision
- 1955 : It's Always Jan (série) : Jan Stewart
- 1960 : The Secret World of Eddie Hodges : Circus Star
- 1960 : Hooray for Love
- 1960 : Maisie : Maisie Ravier
- 1969 : Roberta
- 1972 : Columbo : Une ville fatale (Blueprint for Murder) (série) : Goldie Williamson
- 1975 : The Turning Point of Jim Malloy : Lonnie
- 1975 : Cop on the Beat : Irene
- 1976 : Lanigan's Rabbi : Kate Lanigan
- 1977 : Lanigan's Rabbi (série) : Kate Lanigan
- 1980 : Valentine Magic on Love Island : Madge
- 1980 : Un ange sur le dos (Angel on My Shoulder) : Dolly Blaine
- 1981 : Bret Maverick : Mandy Packer, propriétaire du Red Ox Saloon / joueur de cartes
- 1983 : Gun Shy (série) : Nettie McCoy
- 1983 : The Other Woman : Mrs. Barnes
- 1983 : Baby Makes Five (série) : Blanche
- 1984 : No Man's Land : Maggie Hodiak
- 1985 : Trapper John, M.D. (série) : Catherine Hackett (1985-1986)
- 1982 : Capitol (série) : Lauren Clegg / Margaret Hansen (1987)
- 1963 : Hôpital central (General Hospital) (série) : tante Iona Huntington (1989)
- 1984 : Santa Barbara (série) : Minx Lockridge n° 2 (1990-1993)